# Dingstock

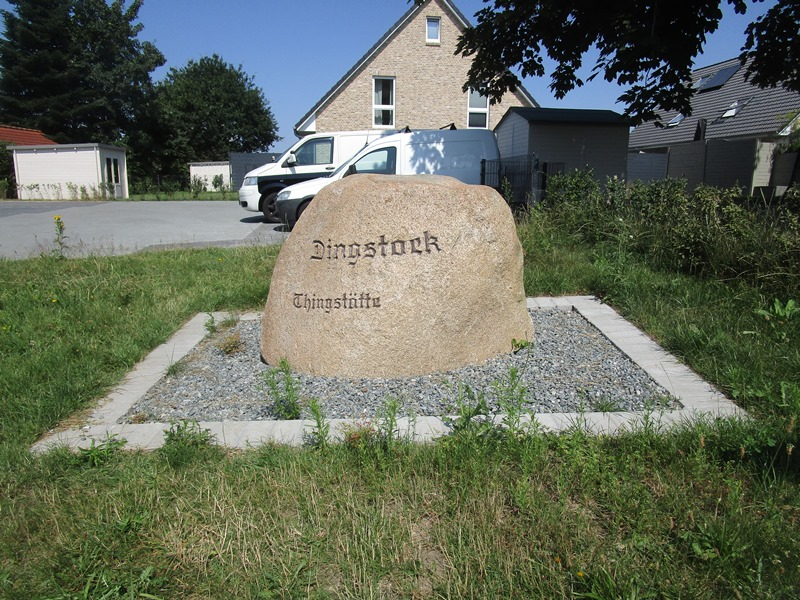
An den früheren Tingplatz der Riesebyharde in Rieseby erinnert heute ein Straßenname und Gedenkstein.

Ein Dingstock im Wappen von Borgstedt

Dingstock (auch Dinckstock, dänisch Tingstok; und andere historische Schreibweisen, abgeleitet von Thing) ist ursprünglich eine alte, vor allem im niederdeutschen Sprachgebiet verbreitete Bezeichnung für eine Gerichtsschranke. Insbesondere wird die Wendung „die vier Dingstöcke“ im übertragenen Sinn für das Gericht selbst verwendet, vier Bäume oder Schranken grenzten bei Verhandlungen unter freiem Himmel den Zeugenstand ab.
Seit Anfang des 17. Jahrhunderts ist für den schleswig-holsteinischen Raum eine weitere Bedeutung des Begriffs Dingstock dokumentiert. Hierbei handelt es sich um ein unterschiedlich gestaltetes, kreuz- oder stabförmiges, meist eisernes Mal, das dazu diente, im Rahmen bäuerlicher Selbstverwaltung zu Zusammenkünften oder Verhandlungen beim Bauernvogt einzuladen. Der Dingstock wurde dazu in festgelegter Reihenfolge von Hofstelle zu Hofstelle weitergereicht. Wurde die Weitergabe unterlassen oder verzögert, so wurde dieses Versäumnis bestraft und im Brücheregister vermerkt.
Ein Dingstock konnte Vorrichtungen wie beispielsweise eine Tasche oder ein gespaltenes Ende aufweisen, in das schriftliche Bekanntmachungen gesteckt und so von Nachbar zu Nachbar geschickt wurden. Dingstöcke waren in Einzelfällen bis zum Ende des 19. Jahrhunderts in Gebrauch.